# Pierścień artinowski
Pierścień artinowski – pierścień {\displaystyle R,} w którym każdy zstępujący (w sensie inkluzji) ciąg {\displaystyle I_{1}\supset I_{2}\supset I_{3}\supset \dots } ideałów pierścienia {\displaystyle R} stabilizuje się. Pojęcie pierścienia artinowskiego zostało wprowadzone w 1944 roku przez Emila Artina.
Stabilizowanie się ciągu ideałów {\displaystyle I_{i}\subset R} oznacza, że:
{\displaystyle \exists _{k\in \mathbb {N} }\forall _{n>k}\ I_{n}=I_{k}}.
Jeśli dziedzina całkowitości {\displaystyle R} jest pierścieniem artinowskim, to {\displaystyle R} jest ciałem. By udowodnić to twierdzenie, wystarczy rozpatrzeć ciąg {\displaystyle sR\supset s^{2}R\supset \dots ,} (dla dowolnego {\displaystyle s\in R\setminus \{0\}}) i pokazać, że {\displaystyle s} jest elementem odwracalnym.